# Acleris crataegi
Acleris crataegi (лат.) — вид бабочек из семейства листовёрток. Распространён на юге Приморского края и на севере Корейского полуострова. Обитают в приокеанических зарослях, широколиственных лесах, садах и парках. Гусеницы встречаются с мая по июнь; в распускающихся почках и сплетённых листьях боярышника перистонадрезанного. Бабочек можно наблюдать с конца июня по июль. Размах крыльев 13—16 мм.